# Lawrenceburg (Tennessee)
Lawrenceburg è una città degli Stati Uniti d'America, situata nello Stato del Tennessee, nella contea di Lawrence, della quale è il capoluogo.